# Garawon
Die Garawon, auch Garifuna-Drum bzw. Garifuna-Trommel, ist eine einfellige Röhrentrommel der Garifuna in Mittelamerika. Sie wurde durch die Punta-Musik bekannt, wird aber auch in anderen Musikstilen verwandt.
Die Garawon hat eine konische Form und nur ein Schlagfeld auf der breiteren Seite. Sie wird aus einem Block Mahagoniholz geschnitzt. Das Fell stammt von Schaf oder Hirsch. Es wird auf einen Ring gezogen und mit einer V-Schnürung durch Löcher am unteren Rand des Korpus befestigt. Die Spannung kann mit Holzknebeln verändert werde. Über das Fell läuft ein Eisendraht als Schnarrsaite. Die Trommeln werden in mehreren Größen mit Felldurchmessern zwischen 60 und 40 cm hergestellt, die verschiedene Funktionen im Ensemble übernehmen. 
Beim Spiel wird die Trommel zwischen die Knie geklemmt und mit den Händen geschlagen.